# Calhan (Aude)
Calhan (en francès Cailla) és un municipi francès situat al departament de l'Aude i a la regió d'Occitània.